# Crypteronia
Genre
Classification APG III (2009)
Synonymes
- Henslowia Wall. in Pl. Asiat. Rar. 3: 13 (1832)
- Quilamum Blanco in Fl. Filip.: 851 (1837)

Crypteronia est un genre de plantes à fleurs la famille des Crypteroniaceae. C'est le genre type de sa famille.
Ce sont des arbres ou des arbustes, certains adaptés aux zones humides, des régions tropicales d'Asie.

## Étymologie
Le nom Crypteronia vient du grec κρυπτώ / krypto, caché, έρως / eros, amour, en référence aux petites fleurs de la plante.

## Liste des espèces
Selon NCBI (1 juin 2010) :
- genre Crypteronia
  - Crypteronia borneensis
  - Crypteronia glabriflora
  - Crypteronia griffithii
  - Crypteronia paniculata

Selon Plants of the World online (POWO) (11 septembre 2024) :
- genre Crypteronia
  - Crypteronia borneensis J.T.Pereira & K.M.Wong
  - Crypteronia cumingii (Planch.) Endl.
  - Crypteronia elegans J.T.Pereira & K.M.Wong
  - Crypteronia glabriflora J.T.Pereira & K.M.Wong
  - Crypteronia griffithii Blume
  - Crypteronia macrophylla Beus.-Osinga
  - Crypteronia paniculata
  - Crypteronia rubiflora (Griff.) Orme